# Ingrid Swiggers
Ingrid Swiggers (Berchem, 1 januari 1963) is een Belgisch voormalig badmintonster.

## Levensloop
Swiggers behoort tot de meest succesvolle vrouwelijke Belgische badmintonspeelsters ooit. Ze werd negenmaal Belgisch kampioene in het enkelspel (1981-1989). Ook won ze er twaalfmaal het 'dames dubbel' en zesmaal het 'gemengd dubbel'. In het dames dubbel behaalde ze er vijf eindoverwinningen met Greet Van Haverbeke (1984 en 1986-1989), drie met Ingrid Rijcken (1980-1982), en telkens een met Marie-Christine Donnay (1983), Linda Drossaert (1985), Sabine Langenaekens (1991) en Peggy Mampaey (1993). In het 'gemengd dubbel' behaalde ze er drie overwinningen aan de zijde van Patrick de Ruisseau (1980, 1982 en 1984) en eveneens drie met Filip Vigneron (1988, 1989 en 1991). In 1993 nam Swiggers afscheid van het badminton.